# Staré vězení (Freising)
Staré vězení je památkově chráněný objekt v bavorském městě Freising v Německu na adrese Obere Domberggasse 16.
Původně bylo vězení situováno v přízemí staré radnice. V roce 1663 byl freisinským biskupstvím zakoupen tzv. Oswald-Huberische Haus, kde byly zřízeny cely. Během dětských čarodějnických procesů v letech 1715–1717 a 1721–1723 byl objekt označován jako Hexenturm (česky Věž čarodějnic). Po sekularizaci církevního majetku v roce 1802 byla vězeňská budova převedena do vlastnictví bavorské státní správy a začala být využívána k soudním účelům. Roku 1840 byla ke stávajícímu objektu přistavěna třípatrová budova s celami a celý areál byl ohrazen kamennou hradbou. V roce 1881 následovala výstavba nové soudní budovy v ulici Unterer Graben. Vězení bylo zrušeno až 1. října 1965. Roku 1982 byla přístavba na východní straně stržena.
K renovaci památkového objektu došlo až po založení občanského sdružení Altes Gefängnis Freising e.V. v roce 2005. Dnes se v přízemí nachází vinárna a v prvním patře jsou k dispozici výstavní prostory. Ve druhém patře je umístěno vězeňské muzeum.
V roce 2007 zde byl natáčen německý film Räuber Kneißl od režiséra Marcuse H. Rosenmüllera.

## Galerie

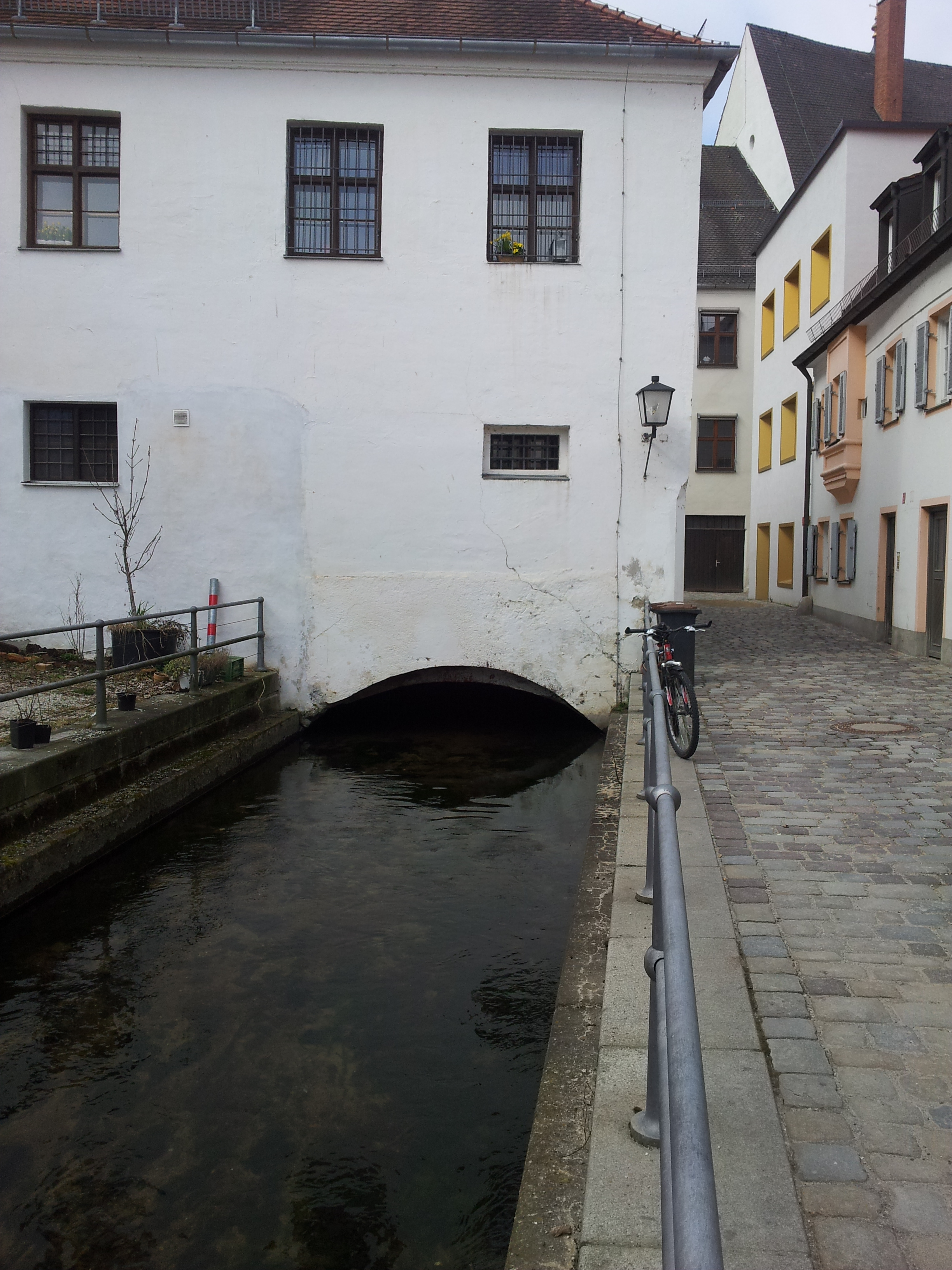
Říčka Moosach protékající pod objektem starého vězení
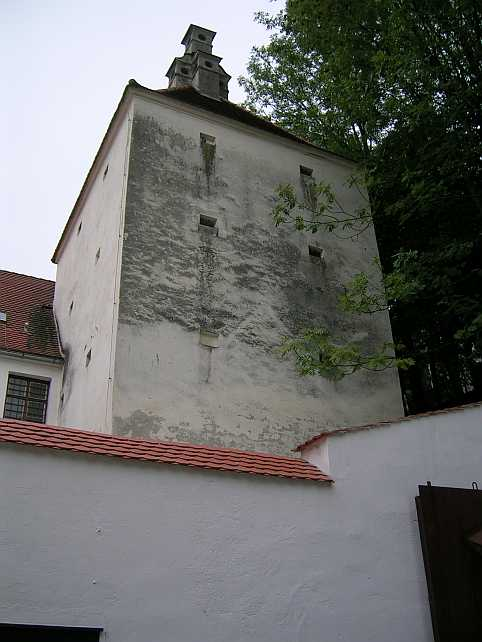
Hexenturm